# Charles De Wailly
Charles De Wailly (París, 9 de noviembre de 1730 — ibídem, 2 de noviembre de 1798), fue un arquitecto francés, urbanista y diseñador de muebles, uno de los principales artesanos del estilo «à l'Antique». De Wailly tenía especial predilección por la figura perfecta, el círculo.
Su obra principal fue el Teatro del Odéon en París para la Comédie-Française (1779-1782).

## Biografía

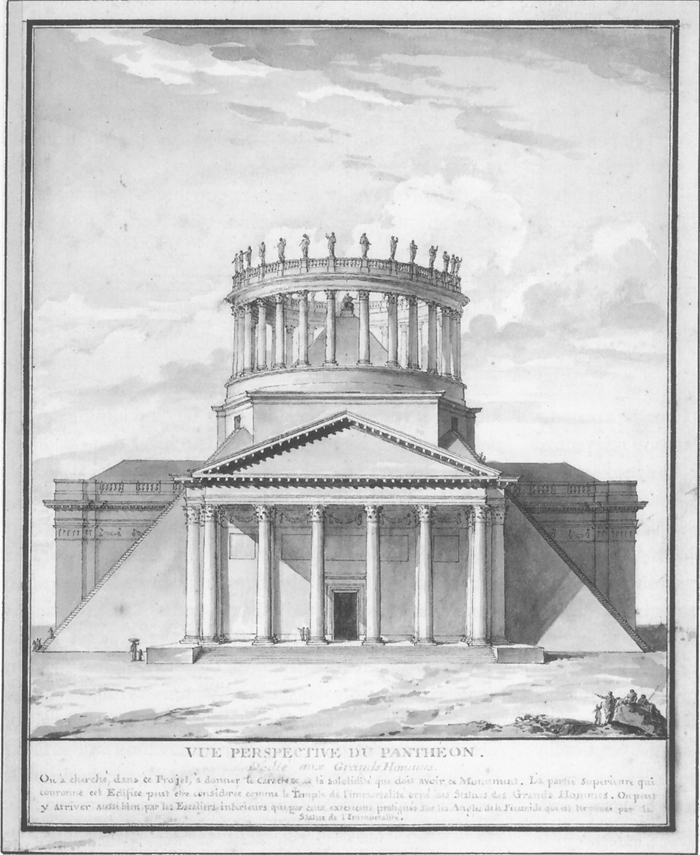
Charles De Wailly: Proyecto de transformación del Pantéon de París en templo republicano, en el que propuso demoler la cúpula.

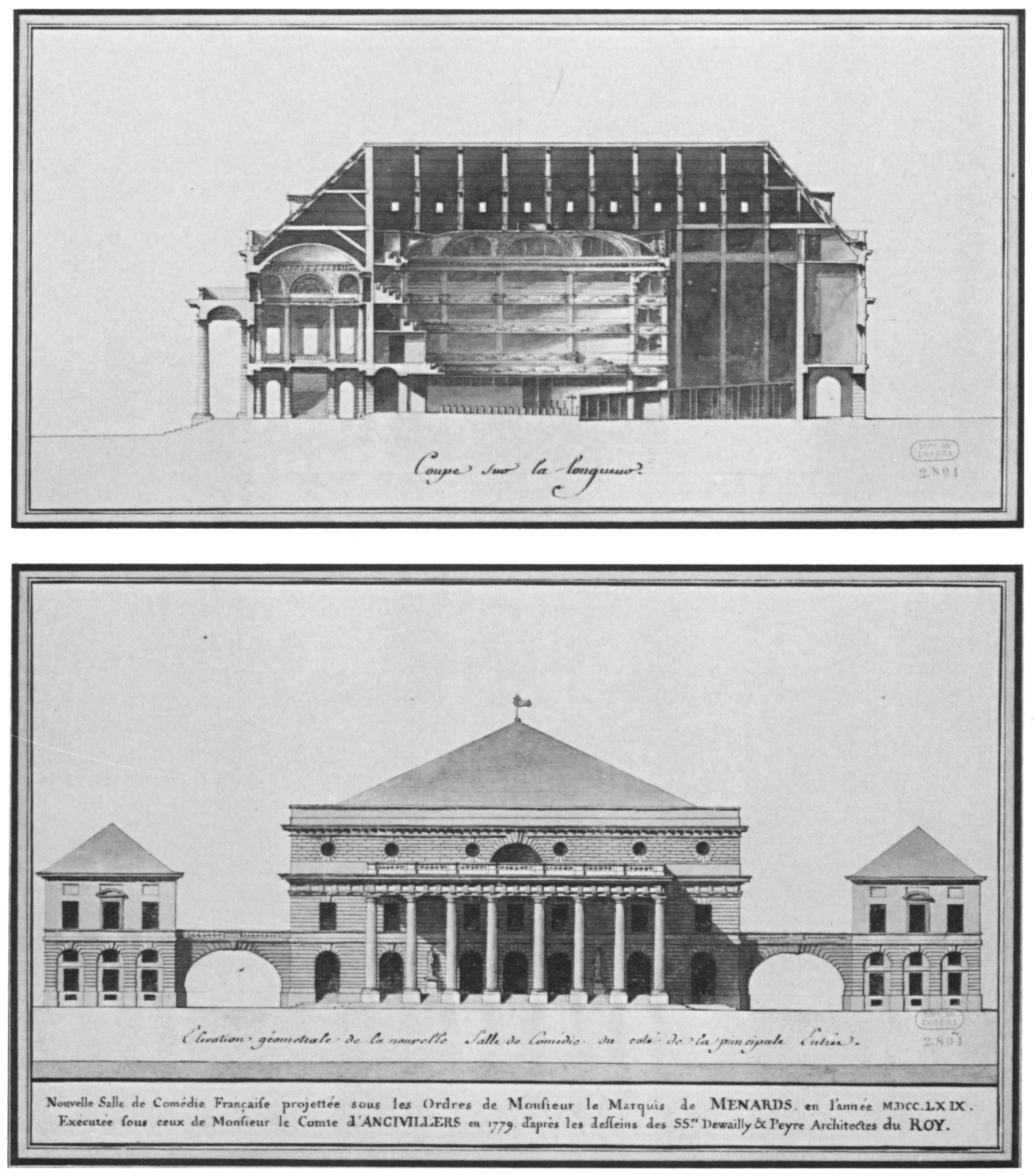
Alzado y sección final de De Wally para el "Teatro del Odéon

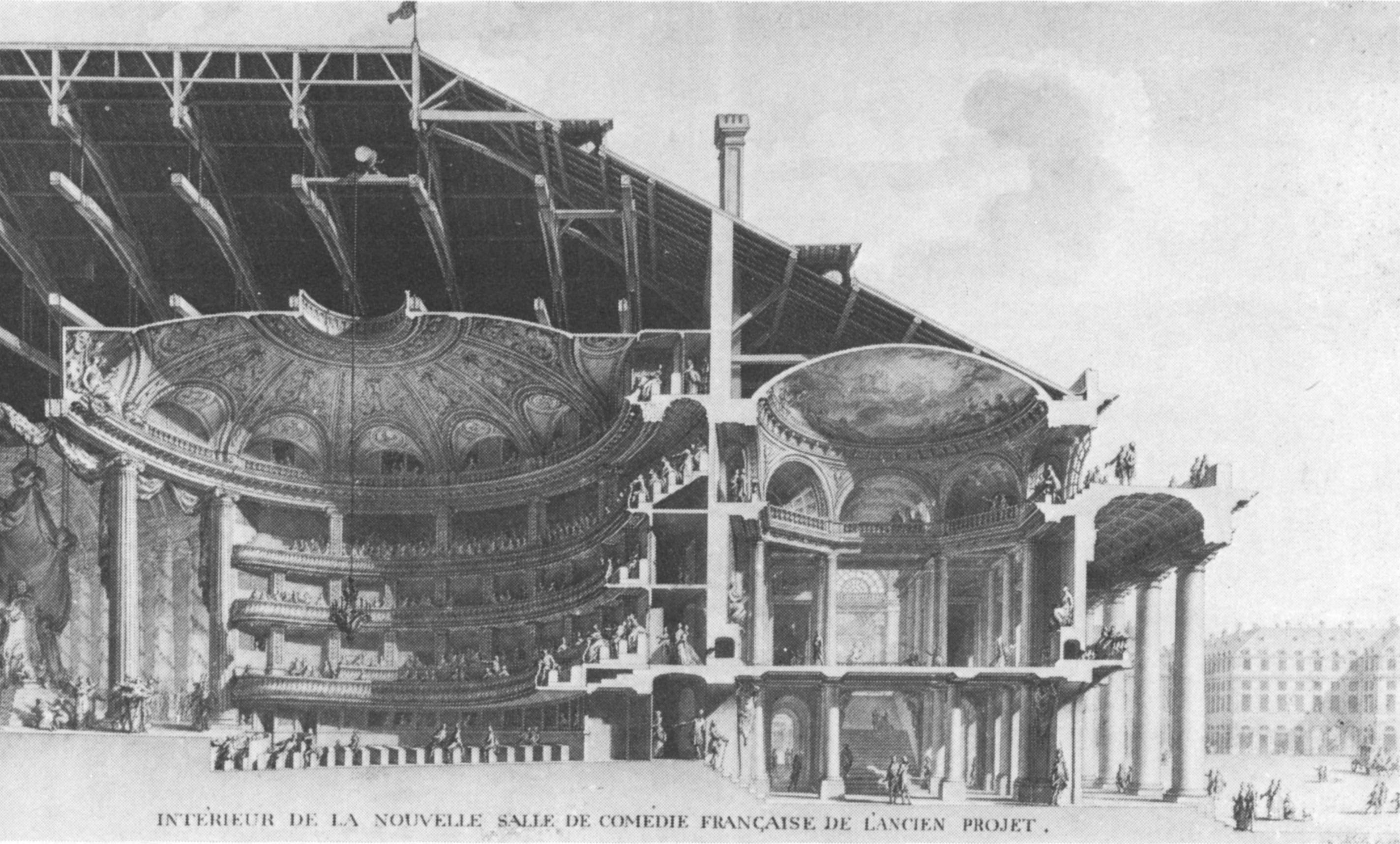
Sección del teatro del Odeón (dibujo de 1776)

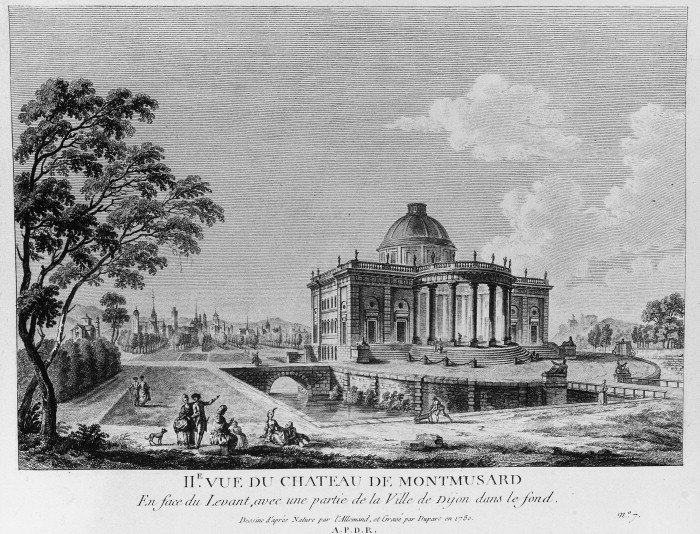
Vista del Château de Montmusard (1765-1768)

Comenzó su formación siguiendo los cursos de Jean-Laurent Legeay, en compañía de otros futuros arquitectos: Étienne-Louis Boullée, Marie-Joseph Peyre o Pierre-Louis Moreau-Desproux. Fue luego en 1749 alumno, con esos compañeros, de la «École des Arts» de Jacques François Blondel, donde conoció a William Chambers y tuvo por discípulos a Marie-Joseph Peyre, y, más tarde, a Giovanni Niccolo Servandoni.
Tras haber obtenido, en 1752, el gran premio de Roma de arquitectura, residió en la «Académie de France en Roma» durante tres años, hasta 1755, compartiendo la pensión con su amigo Pierre-Louis Moreau-Desproux. Ambos participaron en las excavaciones de las termas de Diocleciano. En Roma, De Wailly estableció una gran amistad con el escultor Augustin Pajou que debía de esculpir su busto y el de su mujer y para quien construirá una casa medianera con la suya.
En 1767, De Wailly fue recibido como miembro de primera clase de la «Académie royale d'architecture» y, en 1771, de la «Académie royale de Peinture et de Sculpture». Catalina II de Rusia le ofreció el puesto de presidente de la «Academia de arquitectura de San Petersburgo», que rehúso.
En 1772, fue nombrado arquitecto del château de Fontainebleau, conjuntamente con Marie-Joseph Peyre. El año siguiente, fue autorizado a realizar una larga estancia en Génova para redecorar el palacio Spinola.Tuvo que regresar varias veces para trabajar en Italia. Importó estatuas de mármol antiguss que luego revendía a sus clientes ricos.
Conocido por el marqués de Voyer, diseñó para él el comedor neoclásico en el espíritu del Grand Siècle de su castillo de Asnières. Siguieron una serie de proyectos importantes que hicieron del marqués de Voyer, el gran protector e íntimo del arquitecto: la modernización del hôtel de Argenson, también conocido como Chancellerie de Orléans; el gran granero-establo del château des Ormes y el cuerpo central del mismo castillo que ya anuncia el eclectismo del siglo XIX. De Wailly formó, con los arquitectos Julien-David Leroy, Bernard Poyet y William Chambers, el círculo artístico del marqués de Voyer.
Siguiendo al marqués de Argenson, del que había sido rival para el cargo de director general de los «Bâtiments du Roi», el marqués de Marigny, hermano de madame de Pompadour hizo trabajar a De Wailly en el parque de su castillo de Menars. El arquitecto logró obtener, a través de su apoyo, el control de la decoración de la Ópera real de Versalles en 1768 (el mismo escultor, Pajou, y el mismo pintor, Durameau, que en el hôtel d'Argenson donde trabajaba entonces) y de un nuevo teatro para la Comédie-Française. En 1779, De Wailly y Peyre construyeron así su obra más destacada, el Teatro del Odéon en París.
De Wailly realiza igualmente un proyecto para el Teatro nacional de la Opéra-Comique.
En 1795, fue elegido miembro de la Académie des Beaux-Arts (3.ª sección, arquitectura, sillón V). A su muerte, Jean-François Chalgrin le sucederá. Se convirtió en conservador del museo des tableaux en 1795 y fue enviado a Holanda y a Bélgica para elegir allí obras de arte después de la anexión de estos países.
Se casó con Adélaïde Flore Belleville que, después de su muerte, se volvió a casar en 1800 con el químico Antoine François de Fourcroy. Fue hermano del lexicógrafo Noël-François De Wailly (1724-1801).

## Obras

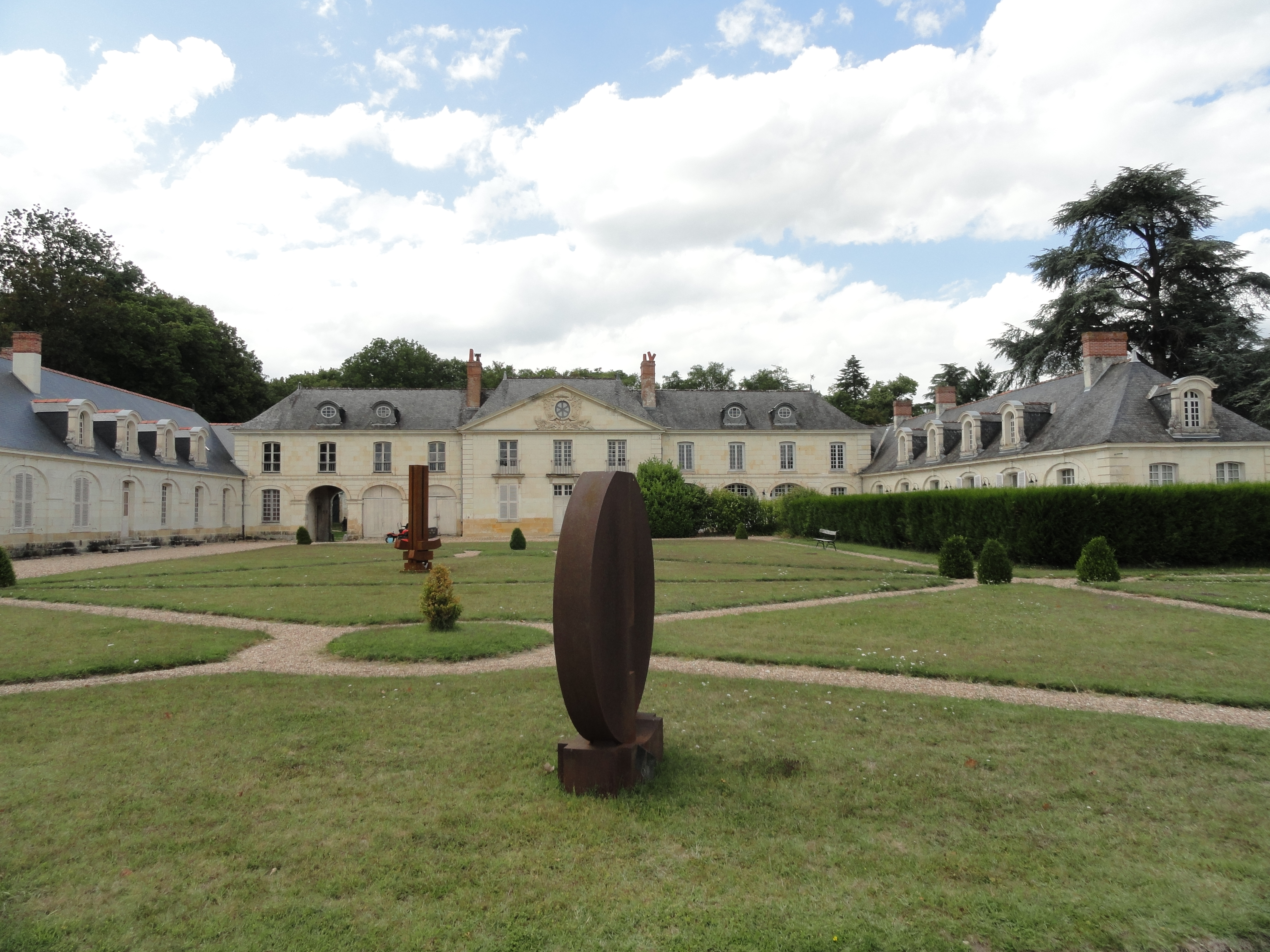
Château_des_Ormes

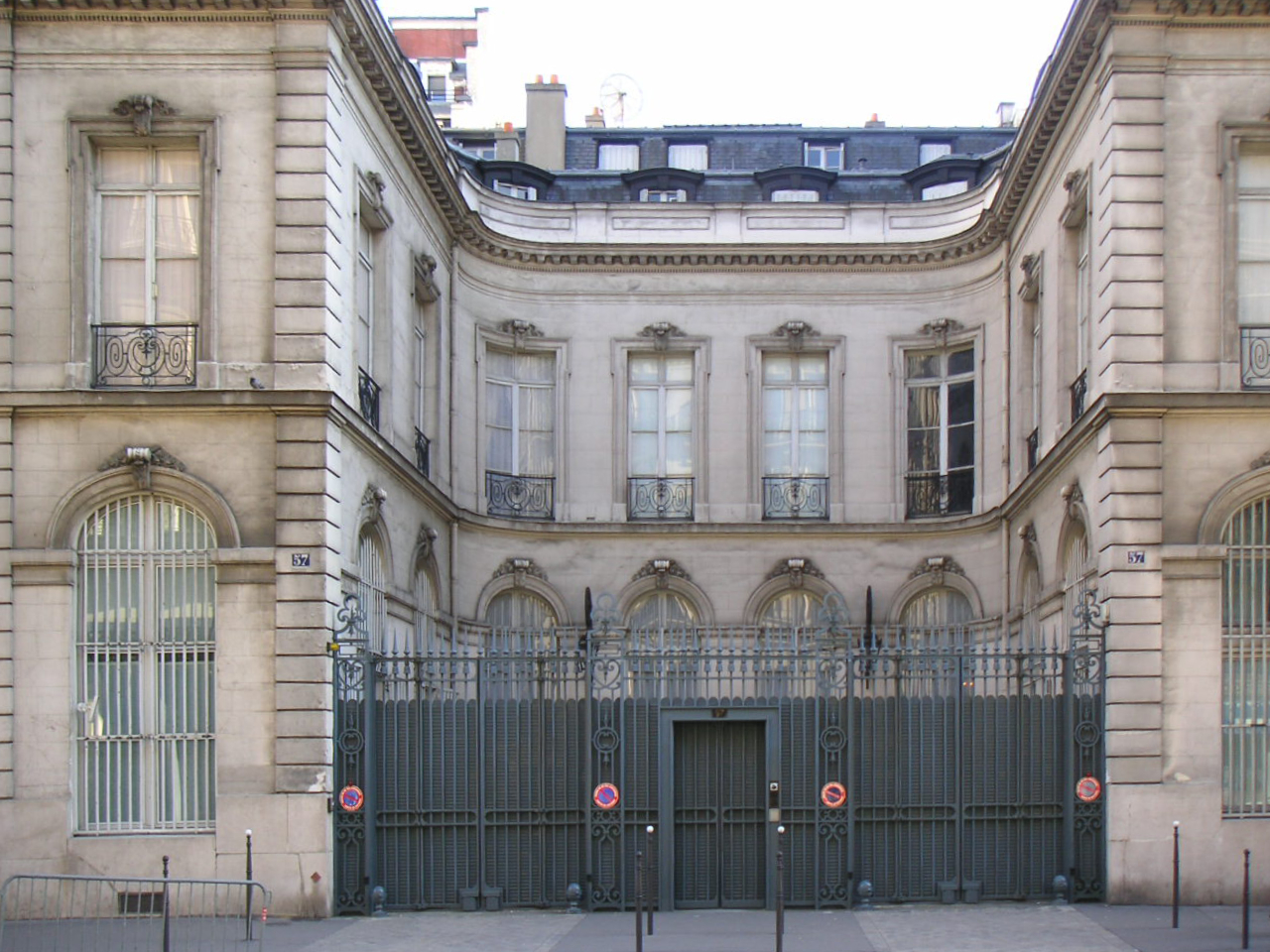
Maison 57 rue La Boétie, París (1776)

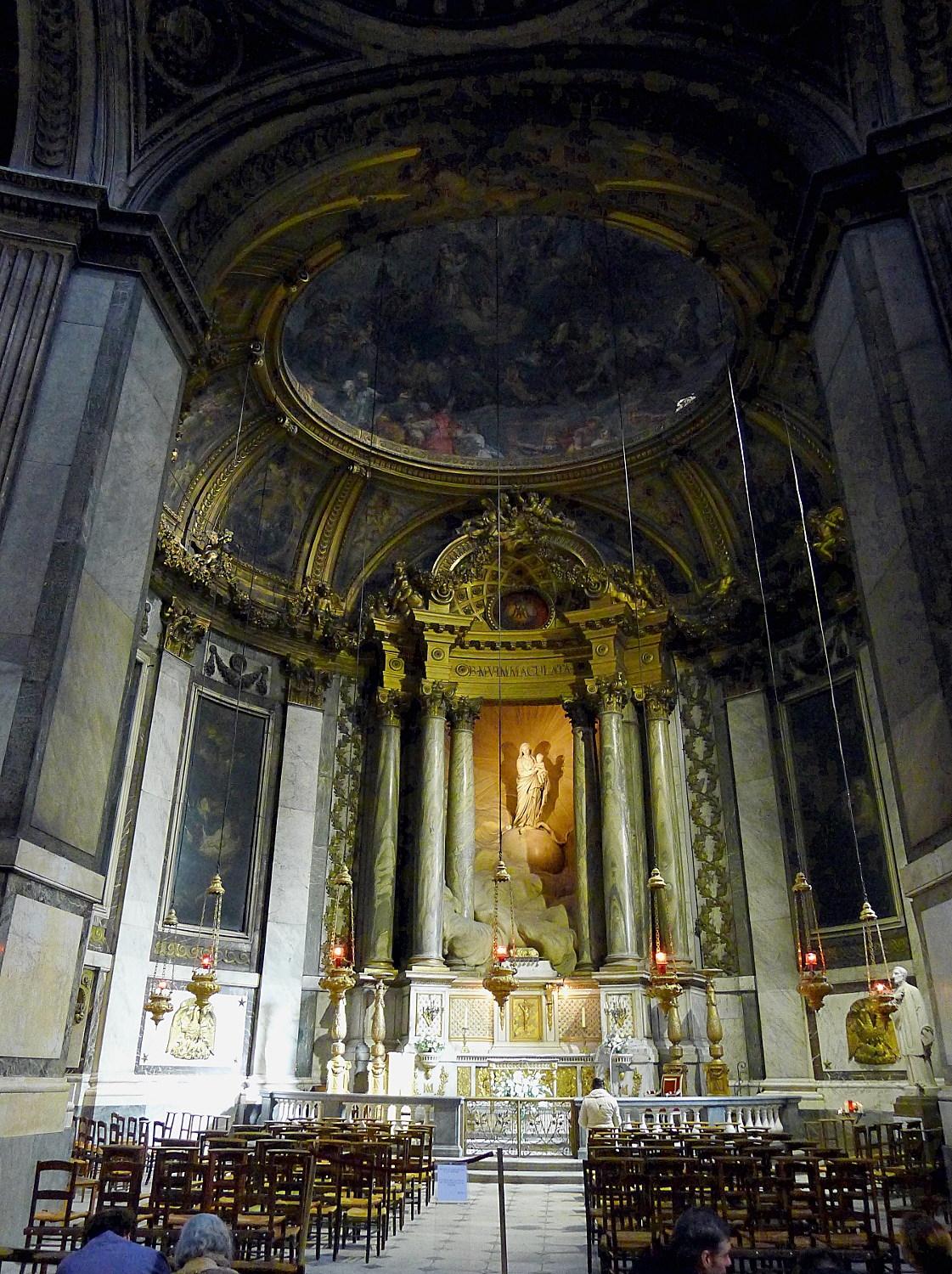
Capilla de la Virgen de la iglesia de San Sulpicio (1774-1777)

### En Francia
- 1754: comedor del château d'Asnières para marqués de Voyer;
- 1762-1770: Hôtel d'Argenson (llamado también Hôtel de la Cancillería de Orléans), cerca del Palais-Royal en París (destruido en 1923): acondicionamientos interiores concebidos y ejecutados para el marqués de Voyer;[4]
- 1765: «Temple du Repos» para el parque de Ménars, que no fue realizado.
- 1766-1769: Granja-establo del château des Ormes (frontó de Augustin Pajou);
- 1768-?: reconstrucción del cuerpo central del château des Ormes en Les Ormes (Vienne) para el marqués de Voyer;
- 1765-1768: Château de Montmusard cerca de Dijon (Côte-d'Or), obra maestra del «style à La Grecque» en Francia, desgraciadamente en gran parte destruido desde 1795;
- 1776: edificio del n.º 57 de la rue La Boétie, París, construido por De Wailly para él mismo;
- Edificio del n.º 87 de la rue de la Pépinière, actual rue La Boétie, para el escultor Augustin Pajou;
- 1774-1777: decoración de la capilla de la Santa Virgen en la Iglesia de Saint-Sulpice;
- «Temple des Arts» del castillo de Menars (Loir-et-Cher) para Abel-François Poisson de Vandières, marqués de Marigny.
- 1778: completó la renovación de la abadía de Saint-Denis con la construcción de un edificio semicircular que cierra la abadía. Ahora es parte de la Casa de Educación de la Legión de Honor en Saint-Denis.

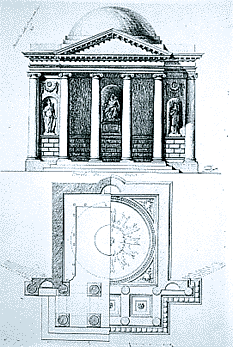
Temple du Repos, Parc de Ménars (1765)
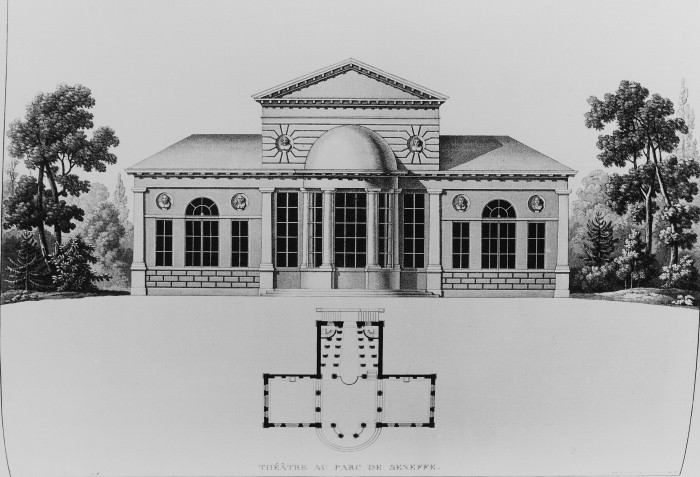
Teatro del Château de Seneffe (1779)
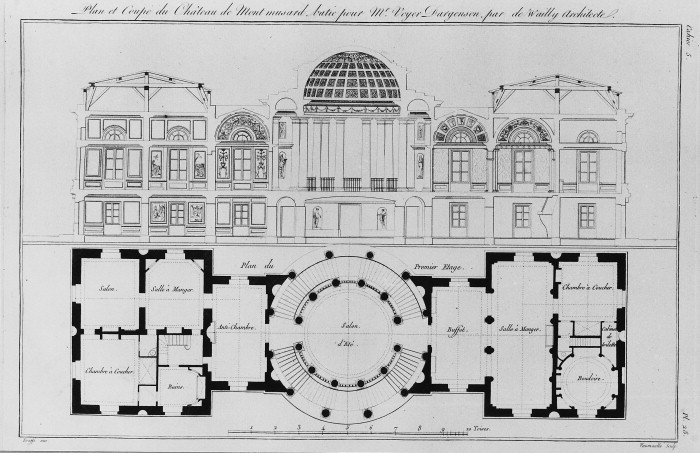
Planta del Château de Montmusard (1765-1768)
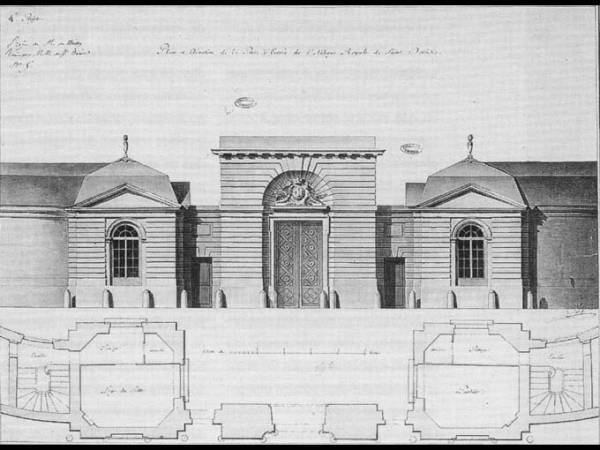
Proyecto de entrada para la abadía de San Denis (1782)

- 1767-1782: Teatro del Odéon (const. 1779-1782): A partir de 1767, por encargo del marqués de Marigny, director de los edificios del Rey, Marie-Joseph Peyre y Charles De Wailly trabajaron en el proyecto de una nueva sala para la teatro-Français. El 26 de marzo de 1770, una orden del Conseil ordenaba la ejecución del proyecto en los terrenos del jardín del hôtel de Louis V Joseph de Bourbon-Condé, príncipe de Condé, del que éste deseaba deshacerse a fin de instalarse en el Palais Bourbon. De Wailly era el protegido de Marigny y Peyre el arquitecto del príncipe de Condé, y amigo de De Wailly desde su estancia común en Roma. Su proyecto –varias veces modificado— debía a la vez afrontar la competencia de los de los arquitectos des Menus Plaisirs, Denis-Claude Liégeon y Jean Damun, sufragados por la troupe de comediantes, y de la Villa de París, con su arquitecto Pierre-Louis Moreau-Desproux. En definitiva, y gracias a la protección de Monsieur, entonces hermano del rey, el proyecto de Peyre y De Wailly finit par l'emporter definitivamente en el otoño de 1778. Las trabajos se iniciaron en mayo de 1779. Peyre sería el principal responsable de los exteriores y De Wailly de los interiores. El 16 de febrero de 1782, los comediantes de la Comédie-Française fueron instalados en su nueva sede. El teatro fue inaugurado por la reina María Antonieta el 9 de abril de 1782.[5]

Prpuestas para el Teatro del Odéon en París
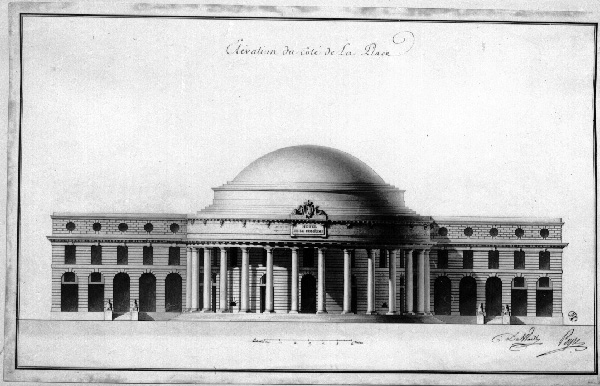
Proyecto de 1767
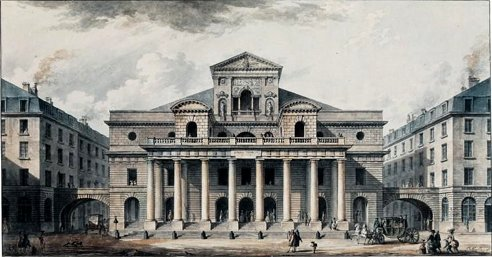
Proyecto de 1779
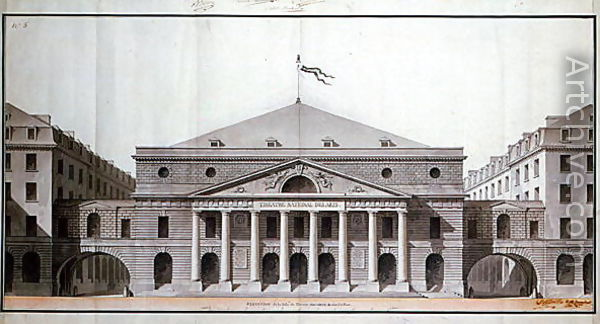
Proyecto de 1779
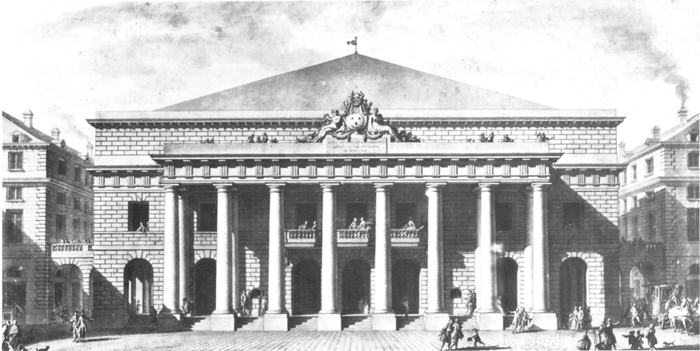
Proyecto de 1779

- ca. 1794: De Wailly había hecho un plan de conjunto para la construcción de un barrio alrededor del nuevo teatro, parcelación típica de los embellecimientos urbanos del siglo XVIII. Los inmuebles no fueron realizados hasta bastante después de la finalización del teatro;
- Iglesia de Saint-Leu-Saint-Gilles, en la rue Saint-Denis de París: sobrelevación del coro para crear, al uso de los caballeros del Santo Sepulcro, una cripta subterránea ornada con un original «dórico griego».
- 1789: proyecto de embellecimiento de la villa de París: se trata del primer plan de reacondicionamiento del conjunto de la capital, con apertura de nuevas vías, reunión de las islas de la Cité y de Saint-Louis, rectificación del curso del Sena, etc.[6]
- Planta del nuevo Port-Vendres;
- Capilla del Reposoir, Versalles.

### En Bélgica

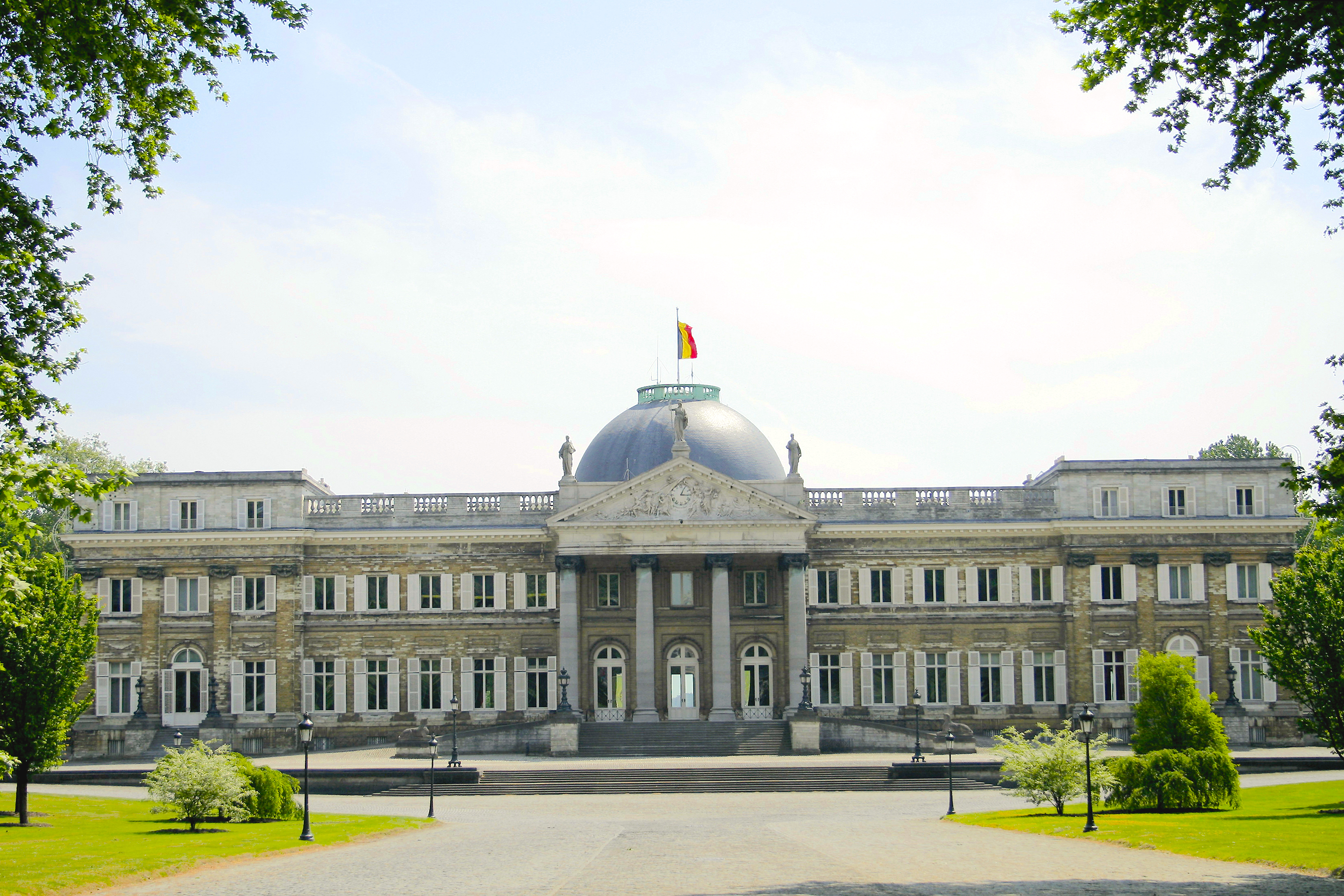
Château royal de Laeken, 1782-1784.

- 1779: Pequeño teatro del Château de Seneffe, en Seneffe;
- 1782: Vaux-Hall (actualmente: Cercle Royal Gaulois), Bruselas;
- 1783: Teatro royal del Parque, Bruselas;
- 1785: Proyecto de renovación del Teatro de la Monnaie, Bruselas;
- Château royal de Laeken.
- Château Ter Rivierenhof, Deurne, Anvers (1779).

### En Alemania
- Reorganización del centro de la villa de Kassel.

### En Rusia
- Fachada del palacio Sheremetev en Kuskovo (Moscú).

### En Italia
- Salon del Sole, Palazzo de Cristoforo Spinola en la Strada Nuova de Génova (1772)  - destruido en 1942.

## El proyecto de reunión del Louvre y las Tullerías
Bajo la Revolución francesa, Charles de Wailly propuso un proyecto de reunión del Louvre y las Tullerías, el nuevo conjunto constituiría el palacio Nacional.
Se entraría en el Palacio Nacional por una ancha calle que llegaría directamente de la plaza de la Bastilla y que terminaría en la plaza trazada cerca del Pont Neuf. Esta plaza estaría cerrada por graneros de abundancia y plantaciones de árboles. Este lugar de la abundancia frente al Louvre habría permitido el acceso a la Cour Carrée en el que habría un anfiteatro circular. Se habría construido una galería que uniría el Louvre y las Tullerías, similar a la galería del borde del agua. Todo el espacio entre esta galería y las construcciones en la alineación de la entrada al Palais Royal había sido despejada para crear una gran plaza del Palacio Nacional.
El gran patio del Palacio nacional habría contenido otro anfiteatro mucho más grande aún. En el centro de este vasto espacio, se levantaría un grupo de rocas perforadas en ambas direcciones para preservar los puntos de vista, en cuya parte superior se establecería una asamblea de representantes del pueblo.

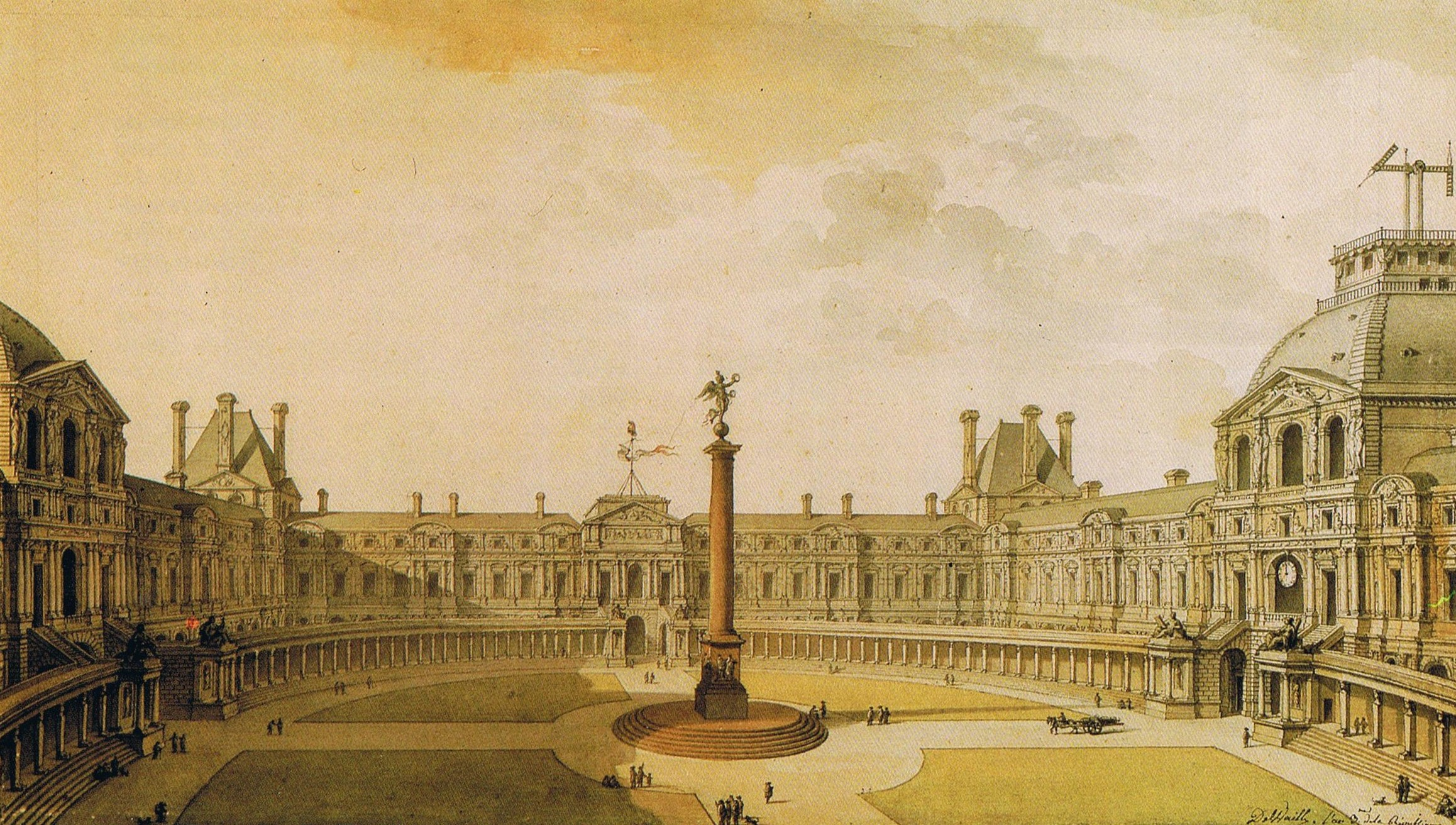
El patio Cuadrado del Palacio nacional según De Wailly
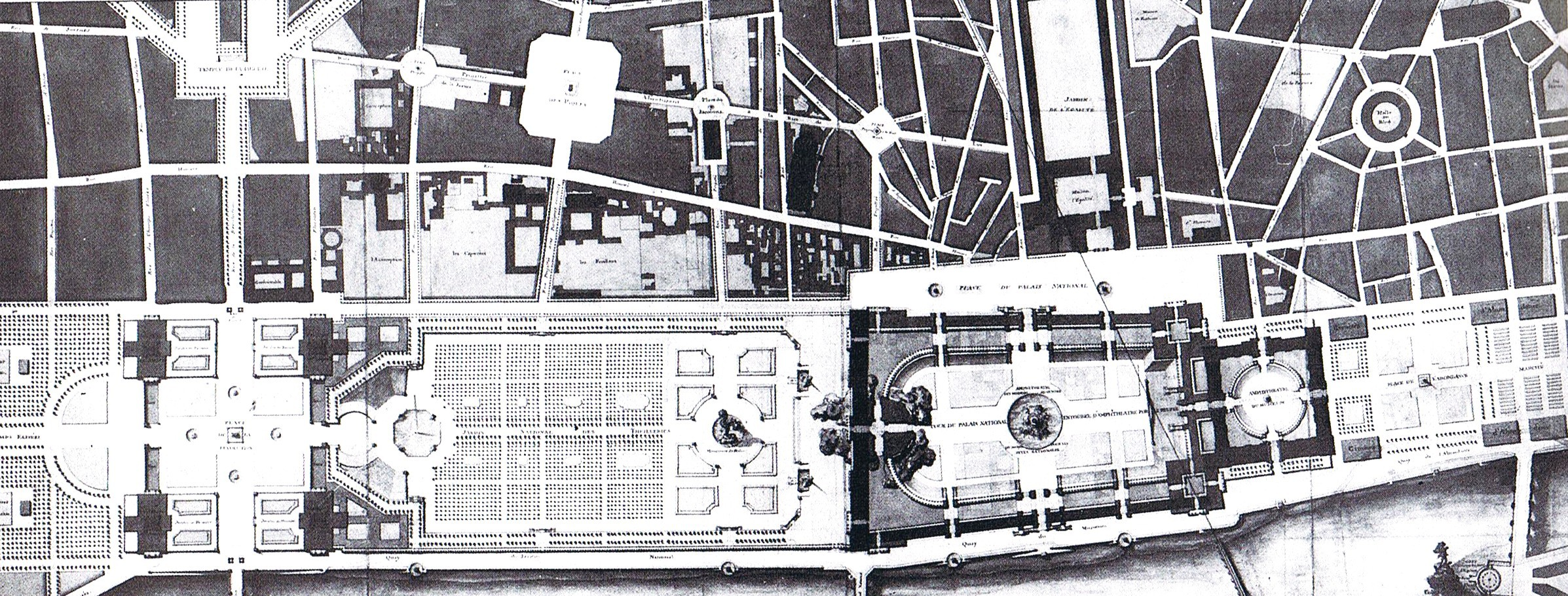
La planta del Palacio nacional según De Wailly